# عبد الكريم الأزهر
عبد الكريم الأزهر فنان تشكيلي مغربي ولد سنة 1954 بمدينة أزمور. يعمل كأستاذ للفنون التشكيلية بالجديدة، اشتهر باهتمامه بالوجه البشري في أعماله الفنية.

## مسيرته
درس عبد الكريم بمدينة أزرمور، وتعلم فيها أسس الرسم بشكل عصامي، معتمدا على محاكاة الرسومات الموجودة على الكتب المدرسية، كما تلعم خلال طفولته رسم البورتريه. بعد حصوله على شهادة الباكالوريا، التحق عبد الكريم الأزهر بالمدرسة الوطنية للفنون الجميلة بتطوان، ثم بأكاديمية الفنون الجميلة ببروكسيل ثم بأكاديمية الفنون الجميلة بلييج ببلجيكا. تخصص في الحفر، التصوير والرسم. ويشتغل الآن في المركز الجهوي للتربية والتكوين كأستاذ للتربية الفنية بالجديدة.

## أسلوبه
انتقل أسلوب عبد الكريم الأزهر عبر عدة محطات معتمدة  في الغالب على ثيمة الوجه البشري:
- المرحلة الأولى اشتغل فيها على الإنسان دون ملامح، بغض النظر عن الاختلافات في الجنس والنوع والمظهر الإنساني، معتمدا على الألوان القاتمة والأحادية في أشكال هندسية، خاصة المربعات.
- المرحلة الثانية عرفت تغيرا يتمثل في استعمال ألوان أكثر انسيابية تخلق دينامية في اللوحة.
- المرحلة الثالثة أضاف خلالها عبد الكريم الأزهر العين إلى أشكال الوجوه المختلفة، مع إرفاق لوحاته بالورود تعبيرا عن ارتباط الإنسان بالطبيعة.[5][6]

اشتغل عبد الكريم الأزهر على تشكيل مجموعة من اللوحات انطلاقا من القصص، محاولا ربط علاقة بين الرسم والتشكيل والألوان والخطوط وعالم الأدب. اشتغل عبد الكريم أكثر على قصص القاص المغربي أحمد بوزفور، معتبرا أنها تجسد وتلتقي معه في الاشتغال على العين وما تحمله من حمولة إنسانية.
يعتبر عبد الكريم الأزهر أن الحوامل والأدوات التي يشتغل بها أو من خلالها لها قيمة من خلال دلاتها الرمزية التي تؤديها في العمل الفني. كما أن هذه الحوامل والأدوات قد تأخذ بعدا قيميا مثل استعماله لإعادة تدوير النفايات واستغلالها في تقديم لوحاته، ويرى أن هذه الممارسات الفنية تحمل رسائل أخلاقية متمثلة في المحافظة على البيئة وتدعيم الجانب الجمالي في المكان.

## المعارض
- 2013: صالة الشعيبية طلال بالجديدة.
- 2014: صالة النظر، الدار البيضاء.
- 2015: صالة حكيم للفنون، أصيلة.
- 2015: صالة عبد الكبير الخطابي بالجديدة.
- 2016: الفضاء الثقافي، زاكورة.
- 2016: مركز بونتي دي سور الثقافي، البرتغال.
- 2017: مركز بونتيديرا الثقافي، إيطاليا - مركز فرانسوا فيلون الثقافي، فرونتينيون، فرنسا. - مكتبة بلدية " خوسيه ساراماجو " أودمرا بالبرتغال .
- 2018: مركز ريبيرا غراندي الثقافي، الرأس الأخضر - فابريكا دا بولفورا دي باركارينا، أويراس، البرتغال.
- 2019: رواق الفنون سوس سول بأكادير – المركز الثقافي O.C.P. الجديدة - متحف سيدي محمد بن عبد الله، الصويرة.
- 2021:  معرض فني. معهد ماساتشوستس للتكنولوجيا ، الصويرة.
- 2012. معرض فنون الطابق السفلي. أغادير، المغرب
- 2012. القرض الفلاحي المغربي. الرباط، المغرب
- 2007. جاليري محمد الفاسي. الرباط، المغرب
- 2006. معرض أكواس. أزمور، المغرب
- 2002. مفترق طرق الفنون. الدار البيضاء، المغرب
- 2002. ورشة النقش. موسم أصيلة. أصيلة، المغرب
- 2000. المدينة البرتغالية. الجديدة، المغرب
- 2000. معرض 104. الجديدة، المغرب
- 1999-1991. المعرض الشرفي للفنون. الدار البيضاء، المغرب
- 1995. كولونيا، ألمانيا
- 1996. معرض الباب الكبير. الرباط، المغرب
- 1996. المركب الثقافي المحمدية. المحمدية، المغرب
- 1993-89. معرض لا ديكوفيرت. الرباط، المغرب
- 1988. ساحة إدينو. الرباط، المغرب
- 1975. ساحة لوسي ابن خلدون . الجديدة، المغرب